# Leo Gudas
Leo Gudas (né le 20 mai 1965 à Bruntal en Tchécoslovaquie actuelle République tchèque) est un joueur professionnel tchèque de hockey sur glace. Il est le père de Radko Gudas.

## Biographie
En 1990 il est choisi à la 251e position lors de la 12e ronde du repêchage d'entrée de la Ligue nationale de hockey par les Flames de Calgary.

## Carrière internationale
Il représente la Tchécoslovaquie au cours des compétitions suivantes :
- Championnat du monde : 1989, 1990, 1991 et 1992
- Jeux olympiques d'hiver : 1992
- Coupe du Canada : 1991

Il représente la République tchèque au cours des compétitions suivantes :
- Championnat du monde : 1993

## Statistiques
| Saison    | Équipe               | Ligue               |    | Saison régulière | Saison régulière | Saison régulière | Saison régulière | Saison régulière |   | Séries éliminatoires | Séries éliminatoires | Séries éliminatoires | Séries éliminatoires | Séries éliminatoires |
| Saison    | Équipe               | Ligue               | PJ | B                | A                | Pts              | Pun              | PJ               | B | A                    | Pts                  | Pun                  |                      |                      |
| 1986-1987 | HC Dukla Trenčín     | Tchécoslovaquie     | 43 | 4                | 5                | 9                | 50               |                  |   |                      |                      |                      |                      |                      |
| 1987-1988 | HC Sparta Prague     | Tchécoslovaquie     |    |                  |                  |                  | 95               |                  |   |                      |                      |                      |                      |                      |
| 1989-1990 | HC Sparta Prague     | Tchécoslovaquie     | 55 | 11               | 17               | 28               |                  |                  |   |                      |                      |                      |                      |                      |
| 1990-1991 | JYP Jyväskylä        | SM-liiga            | 44 | 10               | 19               | 29               | 60               | 7                | 2 | 6                    | 8                    | 8                    |                      |                      |
| 1991-1992 | JYP Jyväskylä        | SM-liiga            | 44 | 5                | 17               | 22               | 80               | 8                | 1 | 1                    | 2                    | 6                    |                      |                      |
| 1992-1993 | Hedos München        | DEL                 | 42 | 4                | 22               | 26               | 91               |                  |   |                      |                      |                      |                      |                      |
| 1992-1993 | HC Sparta Praha      | Tchécoslovaquie     | 9  | 0                | 1                | 1                |                  |                  |   |                      |                      |                      |                      |                      |
| 1993-1994 | HC Sparta Praha      | Extraliga tchèque   | 6  | 1                | 1                | 2                |                  |                  |   |                      |                      |                      |                      |                      |
| 1993-1994 | HC Bienne            | LNA                 | 15 | 0                | 3                | 3                | 6                |                  |   |                      |                      |                      |                      |                      |
| 1993-1994 | HC Bienne            | Barrages            |    |                  |                  |                  |                  | 4                | 1 | 1                    | 2                    | 12                   |                      |                      |
| 1994-1995 | Spektrum Flyers      | Eliteserien (NOR)   |    |                  |                  |                  |                  |                  |   |                      |                      |                      |                      |                      |
| 1995-1996 | HC Kometa Brno       | 1.Liga              | 35 | 3                | 12               | 15               | 100              |                  |   |                      |                      |                      |                      |                      |
| 1996-1997 | IF Troja-Ljungby     | Division 1 suédoise | 28 | 5                | 5                | 10               | 55               | 8                | 1 | 3                    | 4                    | 16                   |                      |                      |
| 1997-1998 | IF Troja-Ljungby     | Division 1 suédoise | 31 | 6                | 8                | 14               | 34               | 8                | 2 | 0                    | 2                    | 24                   |                      |                      |
| 1998-1999 | Augsburger Panther   | DEL                 | 49 | 4                | 12               | 16               | 56               |                  |   |                      |                      |                      |                      |                      |
| 1999-2000 | Augsburger Panthers  | DEL                 | 54 | 2                | 7                | 9                | 83               | 12               | 0 | 0                    | 0                    | 4                    |                      |                      |
| 2000-2001 | Heilbronner EC       | 2. Bundesliga       | 50 | 7                | 8                | 15               | 74               |                  |   |                      |                      |                      |                      |                      |
| 2001-2002 | Heilbronner EC       | 2. Bundesliga       | 38 | 2                | 14               | 16               | 58               |                  |   |                      |                      |                      |                      |                      |
| 2002-2003 | HC Berounští Medvědi | 1.liga              | 14 | 0                | 1                | 1                | 6                |                  |   |                      |                      |                      |                      |                      |

| Année | Équipe             | Compétition          |   | PJ | B | A | Pts | Pun | +/-                |  | Résultat |
| 1989  | Tchécoslovaquie    | Championnat du monde | 9 | 0  | 3 | 3 | 8   | +5  | Médaille de bronze |  |          |
| 1990  | Tchécoslovaquie    | Championnat du monde | 6 | 2  | 1 | 3 | 10  |     | Médaille de bronze |  |          |
| 1991  | Tchécoslovaquie    | Coupe Canada         | 5 | 1  | 0 | 1 | 10  | +1  | 6e place           |  |          |
| 1991  | Tchécoslovaquie    | Championnat du monde | 3 | 1  | 0 | 1 | 4   |     | 6e place           |  |          |
| 1992  | Tchécoslovaquie    | Jeux olympiques      | 8 | 0  | 2 | 2 | 6   | +7  | Médaille de bronze |  |          |
| 1992  | Tchécoslovaquie    | Championnat du monde | 8 | 0  | 3 | 3 | 16  | +9  | Médaille de bronze |  |          |
| 1993  | République tchèque | Championnat du monde | 8 | 1  | 2 | 3 | 12  | +7  | Médaille de bronze |  |          |

## Palmarès
- Champion de Tchécoslovaquie d'Extraliga en 1993 avec le Sparta Prague
- Médaille de bronze Championnat du monde en 1989 et 1990 et 1992 avec la Tchécoslovaquie et 1993 avec la République tchèque
- Médaille de bronze Jeux olympiques d'hiver en 1992 avec la Tchécoslovaquie
- Vainqueur des Play-Out de LNA en 1994 avec le HC Bienne

## Distinctions
- Joueur le plus pénalisé Extraliga 1987-88
- Membre de l'équipe d'étoiles tchécoslovaque Extraliga 1989-90
- Trophée Matti-Keinonen (meilleur ratio +/-) SM-Liiga 1990-1991
- Membre de l'équipe d'étoiles SM-Liiga 1990-91
- Membre de la deuxième équipe d'étoiles SM-Liiga 1991-92
- Membre de l'équipe d'étoiles championnat du monde 1992